# جریان برون‌گذر تاسمان
جریان برون‌گذر تاسمان (انگلیسی: Tasman Outflow) جدیدترین جریان اقیانوسی اصلی کشف‌شده در اقیانوس جهانی است. وجود این جریان میان‌گذر در اوت ۲۰۰۷ توسط دانشمندان استرالیایی سازمان پژوهش‌های علمی و صنعتی همسود بر پایه مطالعه و بررسی داده‌های شوری و دمای آب طی دوره زمانی ۱۹۵۰ تا ۲۰۰۲ اعلام شد. این جریان اقیانوسی عمیق از میانگین ژرفای ۸۰۰ تا ۱۰۰۰ متری و از ساحل جنوبی تاسمانی در اقیانوس آرام تا اقیانوس منجمد جنوبی گذر کرده و جنوبگان را در بر گرفته است.